# Tyler Hansbrough
Andrew Tyler Hansbrough (Poplar Bluff, Missouri, 3. studenog 1985.) američki je profesionalni košarkaš. Igra na poziciji krilnog centra, a trenutačno je član NBA momčadi Indiana Pacersa. Izabran je u 1. krug (13. ukupno) NBA drafta 2009. od strane istoimene momčad. 

## Sveučilište

### Prva godina
Nakon sudjelovanja na srednjoškolskoj McDonald's All-American utakmici, Tyler je odlučio igrati za Tar Heelse na sveučilištu Sjeverne Karoline u Chapel Hillu. Na prvoj godini u prosjeku je postizao 18.9 poena i 7.8 skokova po utakmici, te završio kao drugi strijelac Atlantic Coast konferencije iza J. J. Redicka s Dukea. Jednoglasno je izabran za ACC freshmana godine i All-Conference momčad 2006. godine, te završio drugi iza Redicka u glasovanju za igrača godine ACC konferencije. Najbolju utakmicu sezone odigrao je 15. veljače 2006. protiv sveučilišta Georgia Tech, kojima je ubacio 40 poena uz 10 skokova. To je najbolji učinak jednog freshmana u povijesti ACC konferencije i najviši učinak postignutih poena u domaćoj dvorani Dean Smith Centera. Prethodni najviši učinak postigao je Joseph Forte protiv Tulse 2000. godine. 

### Druga godina
Hansbrough je u drugoj sezoni postizao malo slabije brojke u odnosu na prvu, te prosječno postizao 18.4 poena i 7.9 skokova po utakmici. 4. ožujka 2007. u viskoj pobjedi 86:72 protiv Dukea postigao je 26 poena i 17 skokova. On je u trenucima kad je bilo manje od 15 sekundi do kraja susreta dobio lakat u nos od Geralda Hendersona, koji je zbog toga zaradio isključenje. Hansbrough se pritom srušio na pod i počeo krvariti po parketu, a poslije je ustanovljeno da mu nos ipak nije slomljen.  Zbog toga morao u nekim utakmicama nositi masku za nos, a skinuo ju u drugom krugu NCAA natjecanja protiv Michigan Statea.

### Treća godina
Njegova treća sveučilišna sezona, je bez sumnje najbolja sezona u dosadašnjoj karijeri. Prosječno je postizao 22.6 poena po utakmici, što je najviši prosjek poena od Charlieja Scotta i njegovih 27.1 poena u sezoni 1979./70. Tijekom sedam utakmica u veljači 2008. zbog ozljede Ty Lawsona, Hansbrough je postizao rekordnih 28 poena i 12.1 skok po utakmici. Odigrao je čak 27 utakmica s 20 ili više od postignutih poena, te je s 19 double-doublea predvodio ACC konferenciju. Isto tako je u kategorijama: poeni, skokovi (obrambeni i napadački) i postignuta slobodna bacanja predvodio, dok je po postotku šuta iz igre (54.0%) bio drugi u ACC konferenciji. Postigavši 39 poena protiv sveučilišta Clemson 10. veljače 2008., Hansbrough je postao jednim od dvojice Tar Heelsa u zadnjih 35 godina, koji su u posljednje tri utakmice postigli više 35 poena. Drugi je bio Antawn Jamison, kojem je uspjelo u četiri utakmice zaredom postići više od 35 poena. 3. veljače 2008. srušio je 51 godinu star rekord Lennieja Rosenblutha po broju pogođenih slobodnih bacanja. 
Te sezone osvojio je skoro sve moguće trofeje i priznanja NCAA lige i svoje konferencije. Dobio je nagradu za igrača godine ACC konferencije, sveučilišnog igrača godine, NABC igrača godine, Wooden nagradu za igrača godine NCAA lige i mnoga ostala priznanja. 

### Četvrta godina
Nakon što su ostali glavni igrači Ter Heelsa propustila NBA draft 2008. u želji osvoje naslov NCAA prvaka, Hansbrough je također ostao na sveučilištu. Drugu godinu zaredom bio je najbolji strijelac ACC konferencije i četvrti puta zaredom imenovan je u Associated Press All-American momčad. S 24 poena protiv sveučilišta Maryland 3. veljače 2009., Hansbrouh je postavio dva rekorda: postao je igračem s najviše odigranih utakmica preko 20 poena u ACC konferencije (srušio je J. J. Reddicka s 70 utakmica) i najvišim brojem utakmica s dvoznamenkastim učinkom u povijesti Tar Heelsa (srušio je Sama Perkinsa s 118 utakmica).  U pobjedi nad Valparaisom 85:63 Hansbrough je postigao 25 poena, te time postao najbolji strijelac u povijesti sveučilišta. Pretekao je Phila Forda, koji je rekord držao s 2290 postignutih koševa kroz četiri sezone igranja na sveučilištu krajem sedamdesetih godina prošlog stoljeća. Njegovu bogatu sveučilišnu karijeru zaokružio je naslov NCAA lige protiv Michigan Statea. U finalnoj utakmici postigao 18 poena i 7 skokova. 

## NBA
Predviđalo se da će biti izabran krajem prvog kruga NBA drafta 2009. godine. Odličnim igrama u pre-draft kampovima oduševio je mnoge čelnike NBA klubova, te poboljašao svoju poziciju na draft. Izabran je kao 13. izbor NBA drafta 2009. od strane Indiana Pacersa, a veliki zagovornik za njegovo dovođenje bio je predsjednik Pacersa Larry Bird. Istakao se i na Ljetnoj Ligi u Orlandu gdje je u dvije pobijede svojih Pacersa upisao 40 koševa i 9 skokova. 8. srpnja 2009. potpisao je svoj prvi profesionalni ugovor za momčad koja ga je izabrala na draftu. U rookie sezoni primat će 1,5 milijuna dolara. Sljedeće godine će imati 200.000 američkih dolara više, dok će posljednju godinu u rookie ugovoru dobiti 1,8 milijuna dolara.

## Vanjske poveznice
- Draft profil na NBA.com
- Profil  Arhivirana inačica izvorne stranice od 9. ožujka 2021. (Wayback Machine) na Basketpedya.com